# Sakarya BB Pro Team
Sakarya BB Pro Team was een Turkse wielerploeg die een continentale status van de UCI had.

## Geschiedenis
De ploeg werd in 2018 opgericht als amateurploeg. Per 2019 verkreeg de ploeg een licentie waarmee het mocht uitkomen in de continentale circuits van de UCI. Deze status zou de ploeg behouden tot en met 2024, het jaar waarin de ploeg werd opgeheven. Het seizoen van 2019 bleek de succesvolste van de ploeg met in totaal dertien overwinningen in wedstrijden, waarvan vijf eendaagse. Dat jaar waren Ahmet Örken en Onur Balkan de veelwinnaars van de ploeg. In latere jaren won de ploeg in totaal nog negen etappes en één eindklassement. Het merendeel van de successen zijn behaald op Turkse bodem.

### Doping
Meerdere renners zijn geschorst terwijl ze onder contract stonden bij de ploeg. Zo testte Onur Balkan eind juni 2022 positief op epo wat hem een schorsing opleverde tot en met juni 2025. Eind juni 2023 legde Elchin Asadov een positieve test af op het middel acetazolamide, hij werd geschorst tot en met medio juli 2024.

## Bekende renners
Turken
Ahmet Örken (2019)
Feritcan Şamlı (2019)
Serkan Balkan (2019-2020)
Onur Balkan (2019-2022)
Mustafa Sayar (2019-2023)
Batuhan Özgür (2021-2022)
Overig
 Georgios Bouglas (2021)
 Vitalij Boets
 Elchin Asadov (2021-2023)
 Mychajlo Kononenko (2021-2023)
 Cristian Raileanu (2022)

## Overwinningen
2019
Grote Prijs Justiniano Hotels: Onur Balkan
3e etappe Ronde van Mesopotamië: Onur Balkan
4e etappe Ronde van Mesopotamië: Ahmet Örken
2e etappe Ronde van de Zwarte Zee: Onur Balkan
3e etappe Ronde van de Zwarte Zee: Onur Balkan
Eindklassement Ronde van de Zwarte Zee: Onur Balkan
Ronde van Ribas: Onur Balkan
Bursa Orhangazi Race: Onur Balkan
Bursa Yildirim Bayezit Race: Mustafa Sayar
Grote Prijs Velo Erciyes: Onur Balkan
1e etappe Ronde van Centraal-Anatolië: Ahmet Örken
2e etappe Ronde van Centraal-Anatolië Onur Balkan
Eindklassement Ronde van Centraal-Anatolië: Ahmet Örken
2e etappe Ronde van Kayseri: Onur Balkan
Eindklassement Ronde van Kayseri: Onur Balkan
3e etappe Ronde van Mevlana: Ahmet Örken
2020
GP Belek: Emre Yavuz
2021
GP Mediterrennean: Onur Balkan
Grand Prix Develi: Mychajlo Kononenko
2022
5e etappe Ronde van Sharjah: Onur Balkan
Grand Prix Gazipaşa: Onur Balkan
Grand Prix Kapuzbaşı: Mychajlo Kononenko
4e etappe Ronde van Sakarya: Mychajlo Kononenko
Eindklassement Ronde van Sakarya: Mychajlo Kononenko
2023
Proloog Ronde van Sakarya: Aleksandr Bereznjak
2024
4e etappe Ronde van Mersin: Sergej Rostovtsev

### Nationale kampioenschappen
2019
 Turks kampioen op de weg, beloften: Halil Ibrahim Doğan
 Turks kampioen op de weg, elite: Ahmet Örken
 Turks kampioen tijdrijden, elite: Ahmet Örken
2020
 Turks kampioen op de weg, elite: Onur Balkan
 Turks kampioen tijdrijden, elite: Mustafa Sayar
2021
 Turks kampioen op de weg, elite: Onur Balkan
 Oekraïens kampioen tijdrijden, elite: Mychajlo Kononenko
2022
 Turks kampioen op de weg, elite: Mustafa Sayar
 Azerbeidzjaans kampioen tijdrijden, beloften: Ali Gurbianov
 Azerbeidzjaans kampioen op de weg, elite: Elchin Asadov
 Azerbeidzjaans kampioen tijdrijden, elite: Elchin Asadov
2024
 Azerbeidzjaans kampioen op de weg, elite: Musa Mikayilzade